# Colpodium
Colpodium  Trin. é um género botânico pertencente à família Poaceae, subfamília Pooideae, tribo Poeae.
O gênero apresenta aproximadamente 60 espécies. Ocorrem na Europa, África e Ásia.

## Sinônimos
- Catabrosella (Tzvelev) Tzvelev
- Hyalopoa (Tzvelev) Tzvelev
- Keniochloa Melderis

## Principais espécies
- Colpodium araraticum (Lipsky) Woronow
- Colpodium filifolium Trin.
- Colpodium fulvum  (Lange) Polunin
- Colpodium humile  Griseb.
- Colpodium latifolium R. Br.
- Colpodium pendulinum Griseb.
- Colpodium tuallichii (Hook. f.)
- Colpodium vahlianum (Liebm.) Nevski
- Colpodium variegatum Boiss.ex Griseb.
- Colpodium versicolor (Steven) Schmalh.
- «PPP-Index Lista completa»